# Назарова, Анна Филипповна
Анна Филипповна Назарова (бел. Ганна Піліпаўна Назарава; 15 мая 1921 — 12 сентября 2000) — председатель колхоза «1 Мая» Желудокского района Гродненской области. Герой Социалистического Труда (1960).

## Биография
Родилась в 1921 году в крестьянской семье в деревне Шацк (сегодня — Пуховичский район Минской области).
Участник Великой Отечественной войны. Призвана в РККА как фельдшер. Принимала участие в эвакуации госпиталя в Борисове, два года была санитаркой сапёрного батальона на передовой. Под Курском была ранена, эвакуирована в Рыбинск. С 1943 года — в медсанбате Ленинградского фронта.
В 1952 году избрана председателем колхоза «1 мая» Желудокского района.
Указом Президиума Верховного Совета СССР от 7 марта 1960 года в ознаменование 50-летия Международного женского дня, за выдающиеся достижения в труде и особо плодотворную общественную деятельность удостоена звания Героя Социалистического Труда с вручением ордена Ленина и золотой медали «Серп и Молот».
В 1962 году назначена директором совхоза «Желудокский». С 1971 по 1974 года — заместитель директора Щучинского хлебоприёмного завода.
Умерла 12 сентября 2000 года, похоронена на Северном кладбище в Минске.